# 二溴四氟乙烷
1,2-二溴四氟乙烷，别名R-114B2、哈龙2402，是一种卤代烷，为无色透明液体，沸点为47.2 °C。R-114B2有时会在灭火系统中使用，亦用于普莱克斯（Praxair）的SeeperTrace检漏系统中。它极易挥发，使其检测程度可达千兆分之一。
2008年11月8日俄罗斯K-152海豹号核潜艇的一次事故中，由于灭火系统的擅自启动导致R-114B2泄漏，致20人死亡，另有21人中毒。